# Robert Hauser
Robert Hauser (* 6. Februar 1988 in St. Johann in Tirol) ist ein österreichischer Nordischer Kombinierer.
Hauser begann seine internationale Karriere bei Junioren-Wettbewerben 2003. Ab Oktober 2003 startete er bei FIS-Rennen. Im Januar 2005 gab er in Pragelato erstmals sein Debüt im B-Weltcup der Nordischen Kombination. In den folgenden Jahren gelang ihm aufgrund fehlender Top-Platzierungen noch kein Sprung in den A-Nationalkader. Bei der Junioren-Weltmeisterschaft 2008 in Zakopane gewann er mit der Mannschaft die Silbermedaille im Teamwettbewerb. Ab Dezember 2008 startete Hauser im Continentalcup. Dort gelang ihm innerhalb von drei Wettbewerben das Erreichen von Platzierungen unter den besten zehn. So erreichte er in Vancouver erstmals Platz neun. Da er seine Leistungen auch weiter steigern konnte, gehörte er am 7. Februar 2009 zum Aufgebot für den Weltcup in Seefeld. Bereits in seiner zweiten Teilnahme im Weltcup der Nordischen Kombination gelang ihm der Gewinn von Weltcup-Punkten. Mit den durch den 29. Platz gewonnenen zwei Weltcup-Punkten beendete er die Saison 2008/09 auf dem 76. Platz der Weltcup-Gesamtwertung. Es waren bislang Hausers einzige Wettbewerbe im Weltcup. Er gehört weiterhin lediglich zum Continentalcup-Kader.